# Werne (Bochum)
Werne ist ein Stadtteil in Bochum und liegt zwischen Langendreer und Harpen.

## Geographie
Werne liegt etwa 6 Kilometer östlich der Bochumer Innenstadt. Der Ort grenzt an die Stadtteile Gerthe im Norden, Harpen im Nordwesten, Laer im Westen und Langendreer im Süden. Im Osten grenzt Werne an die Stadt Dortmund mit dem Stadtteil Lütgendortmund.

## Geschichte

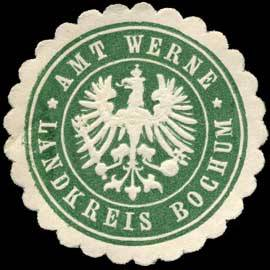
Siegelmarke Amt Werne

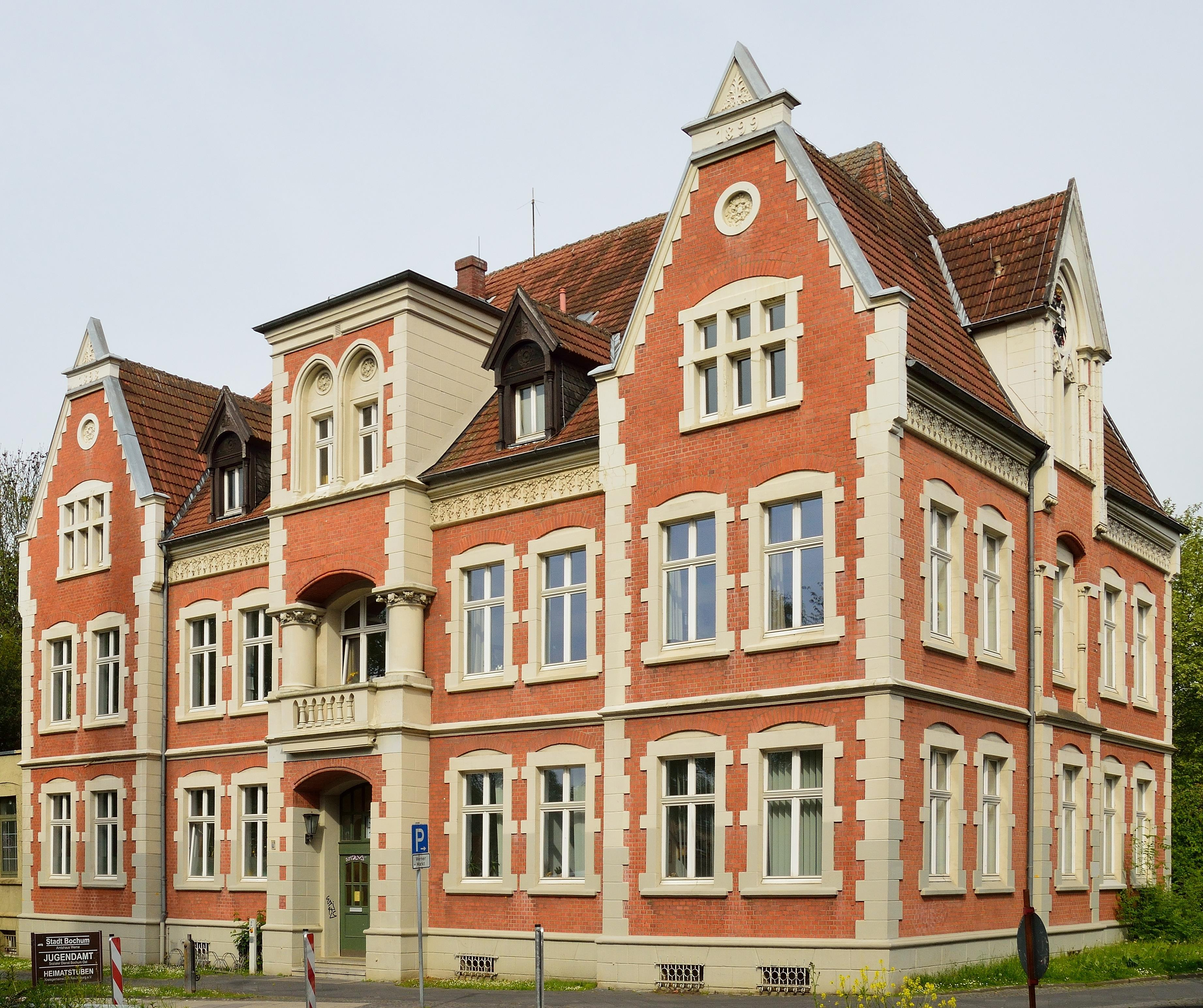
Das Amtshaus in Bochum-Werne

Die erste urkundliche Erwähnung von Werne als Werinun findet sich um das Jahr 900 im Heberegister des Klosters Werden (Werdener Urbar A), welches viele Bauernschaften (villae) im Borahtron-Gau auflistete. Vor und um 1220 wurde Werne in den Vogteirollen des Stifts Essen geführt. 1412 ein Vryman van Wernne urkundlich erwähnt.
Werne gehörte im Spätmittelalter und der Frühen Neuzeit in eigener Bauerschaft im Oberamt Altenbochum zur Grafschaft Mark. Laut dem Schatzbuch der Grafschaft Mark von 1486 hatten die 18 Steuerpflichtigen in der Bauerschaft zwischen 1 oirt und 6 Goldgulden an Abgabe zu leisten. Im Jahr 1705 waren in der vergrößerten Bauerschaft (Baurschafft Werne) 22 Steuerpflichtige mit Abgaben an die Rentei Bochum im Kataster verzeichnet.
Die Deutung des Ortsnamens kann als Ort an der Warina umschrieben werden.
Werne war früher ein bedeutender Bergbauort mit den Steinkohlebergwerken Zeche Amalia, Zeche Heinrich Gustav, Zeche Mansfeld, Zeche Robert Müser und Zeche Vollmond. Im 19. Jahrhundert gehörte Werne zunächst zum Amt Langendreer im Landkreis Bochum. Aufgrund ihres starken Bevölkerungswachstums bildete die Gemeinde Werne seit 1886 ein eigenes Amt. 1895 gab es in Werne auf 549,8 ha Fläche 4 Wohnplätze, 348 Wohnhäuser mit 1416 Haushaltungen und 8430 Einwohner. Werne wurde am 1. August 1929 nach Bochum eingemeindet.

## Bevölkerung
Am 31. Dezember 2024 lebten 15.345 Einwohner in Werne.
Strukturdaten der Bevölkerung in Werne:
- Minderjährigenquote: 16,5 % [Bochumer Durchschnitt: 15,2 % (2024)]
- Altenquote (60 Jahre und älter): 27,6 % [Bochumer Durchschnitt: 29,3 % (2024)]
- Ausländeranteil: 20,9 % [Bochumer Durchschnitt: 17,0 % (2024)]
- Arbeitslosenquote: 11,9 % [Bochumer Durchschnitt: 8,9 % (2017)]

Das durchschnittliche Einkommen in Werne liegt unterhalb des Bochumer Durchschnittes (2007).

## Infrastruktur
Treffpunkte der Werner Bürger sind die Werner Sparkasse, der Aldi-Markt am Werner Hellweg, das Seniorenheim in der Straße „Auf der Kiekbast“ mit vielen Veranstaltungen, im Sommer das auch von Auswärtigen hochfrequentierte Freibad Werne, der Jugendfreizeitclub CVJM oder weitere Freizeitclubs, zum Beispiel das Erich-Brühmann-Haus. Sehenswert ist der Werner Teich beziehungsweise Werner Park.
Man kann von Werne aus gut das Ruhr-Park-Einkaufszentrum erreichen. Gute Einkaufsmöglichkeiten bestehen in der Ortsteilmitte am Werner Hellweg.

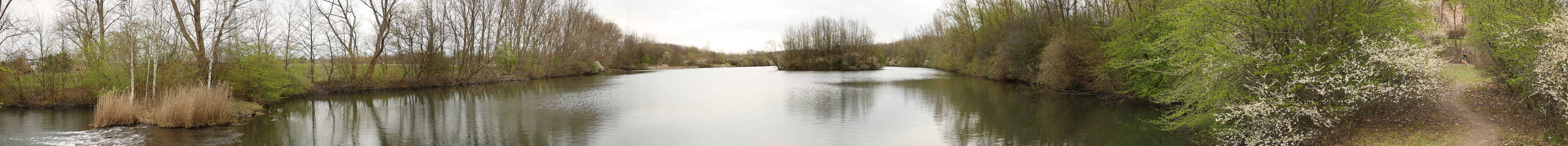
Panorama am unteren Ende der Werner Teiche

### Schulbildung
Die Willy-Brandt-Gesamtschule bietet etwa 1300 Schülern die Möglichkeit, verschiedene Schulabschlüsse (Hauptschulabschluss, Mittlerer Schulabschluss, Abitur) zu erlangen. Die Unter- und Mittelstufenklassen werden dabei am Standort an der Wittekindstraße untergebracht. Die Oberstufenklassen am Außenstandort der Schule an der Straße Deutsches Reich.
Werner Grundschulen sind die Amtmann-Kreyenfeld-Schule und die Von-Waldthausen-Schule.

### Verkehr

#### ÖPNV
Werne ist gut an den öffentlichen Personennahverkehr angebunden. Die Buslinien 345, 355, 364, 366, 370, 372 und 379 führen durch den Stadtteil. Im benachbarten Stadtteil Langendreer gibt es zwei S-Bahn-Haltepunkte, die von der Linie S1 Dortmund–Düsseldorf–Solingen der S-Bahn Rhein-Ruhr bedient werden. Im benachbarten Lütgendortmund gibt es einen weiteren S-Bahn-Haltepunkt, welcher durch die Linie S4 Lütgendortmund-Dortmund-Unna bedient wird.

#### MIV
Im Norden von Werne führt die Autobahn A40 entlang, welche Richtung der Bochumer Innenstadt und Dortmund verbindet. Auf- bzw. Abfahrten befinden sich im Nordosten an der Stadtgrenze zu Dortmund sowie im Norden am Ruhrpark. Des Weiteren führt die Autobahn A43 im Westen von Werne vorbei. Auch dort ist ein Anschlusspunkt vorhanden. Die Autobahnen binden Bochum-Werne überregional an das Bundesstraßennetz an.

#### Sonstiges
Im Osten des Stadtteils befindet sich der städtische Friedhof Werne. Hier befindet sich neben Kriegsgräberstätten auch ein Grab und Gedenkstätte an den Ruhraufstand und Kämpfer im Spanischen Bürgerkrieg. Es ist als Denkmal A 345 in die Bochumer Denkmalliste eingetragen. 
Die Siedlung an der Borgmannstraße und Auf dem Gericht trägt den eigenwilligen Namen Kreta, der als Ortsteilname sogar in den Verwaltungsbericht 1929 bis 1932 auftaucht.